# Três Barras do Paraná
Três Barras do Paraná är en kommun i Brasilien.   Den ligger i delstaten Paraná, i den södra delen av landet, 1 200 km sydväst om huvudstaden Brasília. Antalet invånare är 11 824.
Omgivningarna runt Três Barras do Paraná är en mosaik av jordbruksmark och naturlig växtlighet. Runt Três Barras do Paraná är det glesbefolkat, med 20 invånare per kvadratkilometer.